# Sony Music Nashville
Sony Music Nashville es la filial de Sony Music Entertainment especializada en música country, con base en la ciudad de Nashville, Tennessee. Sony Music Nashville incluye tres sellos, Arista Nashville, Columbia Nashville y RCA Nashville, así como el sello especializado en música cristiana, Provident Music Group.

## Historia
En enero de 2011, Sony Music Nashville anunció un acuerdo de distribución mundial exclusiva con Skyville Records, un nuevo sello discográfico encabezado por el productor musical Paul Worley. En agosto de ese mismo año se produjo una gran restructuración interna que afectó a numerosos artistas, así como la fusión de los equipos de promoción de BNA Records y Columbia Nashville, que conservaron su propia identidad respecto a sus propios artistas y lanzamientos discográficos.
En febrero de 2012, Sony Music Nashville firmó un acuerdo de distribución exclusiva con Streamsound Records, el sello propiedad del productor Byron Gallimore y del veterano de la industria musical Jim Wilkes. El 4 de junio de ese mismo año, se anunció la retirada de BNA Records y el traspaso de sus listas a Columbia Nashville, quedando así Sony Music Nashville compuesta por tres sellos discográficos.
Desde 2015, Sony Music Nashville es dirigido por Randy Goodman.